# 1882 في المملكة المتحدة
فيما يلي قوائم الأحداث التي وقعت خلال عام 1882 في المملكة المتحدة.

## سياسة

### انتهاء فترة المنصب
- 16 ديسمبر – وليم غلادستون مستشار الخزانة.

## رياضة
- 1 يناير – بطولة ويمبلدون 1882

## مواليد

### يناير
- 2 يناير – بنجامين جونز درّاج طريق من المملكة المتحدة.
- 15 يناير – مارغريت أميرة كونوت
- 18 يناير – آلان ألكسندر ميلن
- 25 يناير – فرجينيا وولف كاتبة إنجليزية.

### فبراير
- 2 فبراير – ليونارد ميريديث درّاج طريق من المملكة المتحدة.
- 10 فبراير – بول فيلدز

### مارس
- 1 مارس – هيربرت باملت
- 10 مارس – ويليام غرانت كريب عالم نبات من المملكة المتحدة.
- 14 مارس – جون تشابمان

### أبريل
- 1 أبريل – بيلي سميث لاعب كرة قدم من المملكة المتحدة.
- 17 أبريل – روبرت مريسون مكيفر عالم اجتماع بريطاني.

### مايو
- 5 مايو – سيلفيا بانكهيرست
- 26 مايو – كينيث ميس فيزيائي بريطاني.

### يوليو
- 14 يوليو – تيدي بيلينغتون درّاج طريق من الولايات المتحدة الأمريكية.
- 19 يوليو – نوح مورجن ميسون سياسي أمريكي.
- 27 يوليو – جيفري دي هافيلاند

### سبتمبر
- 3 سبتمبر – جوني دوغلاس

### أكتوبر
- 21 أكتوبر – جورج غافان دافي

### نوفمبر
- 3 نوفمبر – كلارنس كينجسبري درّاج طريق من المملكة المتحدة.
- 21 نوفمبر – هارولد لوي بحّار من المملكة المتحدة.

### ديسمبر
- 16 ديسمبر – جاك هوبز لاعب كركيت من المملكة المتحدة.
- 28 ديسمبر – آرثر ستانلي إدنغتون

## وفيات

### يناير
- 3 يناير – ويليام هاريسون إينسوورث (مواليد 1805)
- 4 يناير – جون وليام دريبر (مواليد 1811)
- 13 يناير – صامويل بودين (مواليد 1826)

### أبريل
- 9 أبريل – دانتي جابرييل روزيتي (مواليد 1828)
- 19 أبريل – تشارلز داروين (مواليد 1809) عالم طبيعة انجليزى، مؤلف «أصل الانواع».
- 29 أبريل – جون نيلسون داربي (مواليد 1800)

### يونيو
- 1 يونيو – ويليام شانكس (مواليد 1812) رياضياتي من المملكة المتحدة.

### يوليو
- 15 يوليو – جون بثرك (مواليد 1813) مستكشف بريطاني.
- 29 يوليو – أندرياس آدامز (مواليد 1827)

### أغسطس
- 10 أغسطس – إدوارد هنري بالمر (مواليد 1840)
- 13 أغسطس – وليم ستانلي جيفونز (مواليد 1835)

### ديسمبر
- 3 ديسمبر – جيمس شاليس (مواليد 1803) عالم فلك بريطاني.